# Het verhaal van de tweede oude man
Het verhaal van de tweede oude man is een verhaal binnen het grotere kaderverhaal uit de verhalencyclus Duizend-en-een-nacht.

## Verhaal
Er waren eens drie broers. Toen hun vader stierf liet hij elk van hen duizend dinar na waarmee ze alle drie een winkel openden. Na een tijdje verkocht de oudste broer zijn winkel voor duizend dinar en vertrok op handelsreis. Na een jaar kwam hij geheel failliet terug. Zijn jongste broer ving hem op en deelde de winst van zijn eigen winkel. Na een tijdje ging de tweede broer op zakenreis. Ook hij kwam berooid na een jaar terug. En ook hij werd door zijn jongste broer verzorgd; hij deelde zijn winst ook met hem.
Na zes jaar stemde de jongste in om samen met zijn twee broers gezamenlijk op handelsreis te gaan. Drieduizend dinar namen ze mee, de rest werd verstopt. In een stad aangekomen, trof de jongste broer een jong meisje op de kade aan. 
"Toen ik weer aan boord wilde gaan, trof ik op de oever een meisje gekleed in lompen. Ze kuste mijn hand en zei: 'Sidi, pleeg een goede daad en wees barmhartig, ik denk dat ik u ervoor zal kunnen belonen.' Ik zei: 'Ik ben bereid een goede daad te plegen zonder dat je me ervoor hoeft te belonen.' Ze zei: 'Sidi, trouw met me, kleed me en neem me met u mee op deze boot naar uw land. Ik zal uw echtgenote zijn, want ik heb mijzelf aan u toegezegd. Doe het uit barmhartigheid, dan zal ik u belonen, als God de Allerhoogste het wil. Laat u niet misleiden door de armoedige toestand waarin ik nu verkeer."
Zij vroeg hem haar te huwen. Dat deed hij om Gods naam en hij ging steeds meer van haar houden.
Zijn twee broers waren stinkend jaloers op de bezittingen en successen van hun jongste broer. 's Nachts wierpen ze hun broer en zijn vrouw in zee. Toen bleek de vrouw een ifriet en zij redde hem uit de zee. Ze wilde zijn broers doden maar:
"Ik bedreef de liefde met haar, waarna haar woede tot bedaren kwam."
Teruggekomen in zijn thuisstad groef de jongste broer de helft van zijn fortuin op en begon wederom een winkel. Hij trof zijn twee broers in honden veranderd aan. Zijn vrouw vertelde dat haar zuster dit zijn broers aangedaan had en dat de betovering na tien jaar zou worden opgeheven. Toen ging zij van hem weg.

## Plaatsing binnen de verhalencyclus
Het verhaal van de tweede oude man is het tweede subverhaal dat verteld wordt binnen Het verhaal van de koopman en de djinn, dat op zijn beurt binnen het grotere kaderverhaal (Het verhaal van Sjahriaar en zijn broer) uit de verhalencyclus Duizend-en-een-nacht wordt verteld.
Vorige verhaal (op dit verhaalniveau)Het verhaal van de eerste oude man.
Volgende verhaal (op dit verhaalniveau)Het verhaal van de derde oude man.
Zie ookDe verhalenstructuur van Duizend-en-een-nacht.

## Referentie
De voor deze samenvatting gebruikte vertaling en citaten is die van Richard van Leeuwen op basis van de Mahdi-tekst, en houdt de volgorde van de Boelaak-tekst aan.